# I Am What I Am (album de George Jones)
Pour les articles homonymes, voir I Am What I Am.
Albums de George Jones
My Very Special Guests
(1979) Double Trouble
(1980)
I Am What I Am est un album de l'artiste américain de musique country George Jones. Il est sorti en septembre 1980 sur le label Epic Records. Il est ressorti le 4 juillet 2000 avec des pistes bonus sur le label Legacy Recordings. L'album est devenu disque d'or en 1981 et disque de platine en 1983.

## Réception
Le magazine Stereophile l'a inclus en 2002 dans leur liste Les 40 (+94) albums essentiels.

## Liste des pistes
| No  | Titre                                       | Durée |
| --- | ------------------------------------------- | ----- |
| 1.  | He Stopped Loving Her Today                 | 3:19  |
| 2.  | I've Aged Twenty Years in Five              | 3:19  |
| 3.  | Brother to the Blues                        | 2:53  |
| 4.  | If Drinkin' Don't Kill Me (Her Memory Will) | 3:13  |
| 5.  | His Lovin' Her Is Gettin' in My Way         | 2:32  |
| 6.  | I'm Not Ready Yet                           | 3:00  |
| 7.  | I'm the One She Missed Him With Today       | 3:02  |
| 8.  | Good Hearted Woman                          | 3:00  |
| 9.  | A Hard Act to Follow                        | 2:07  |
| 10. | Bone Dry                                    | 2:18  |
| 11. | I'm a Fool for Loving Her                   | 3:26  |
| 12. | Am I Losing Your Memory or Mine?            | 3:35  |
| 13. | The Ghost of Another Man                    | 3:09  |
| 14. | It's All in My Mind                         | 2:44  |

## Positions dans les charts
Album – Billboard (Amérique du nord)
| Année | Chart          | Position |
| ----- | -------------- | -------- |
| 1980  | Albums Country | 7        |
| 1981  | Albums Pop     | 132      |

Singles - Billboard (Amérique du nord)
| Année | Single                      | Chart           | Position |
| ----- | --------------------------- | --------------- | -------- |
| 1980  | He Stopped Loving Her Today | Singles country | 1        |
| 1980  | I'm Not Ready Yet           | Singles country | 2        |
| 1981  | If Drinkin' Don't Kill Me   | Singles country | 8        |